# 阿公岩村道

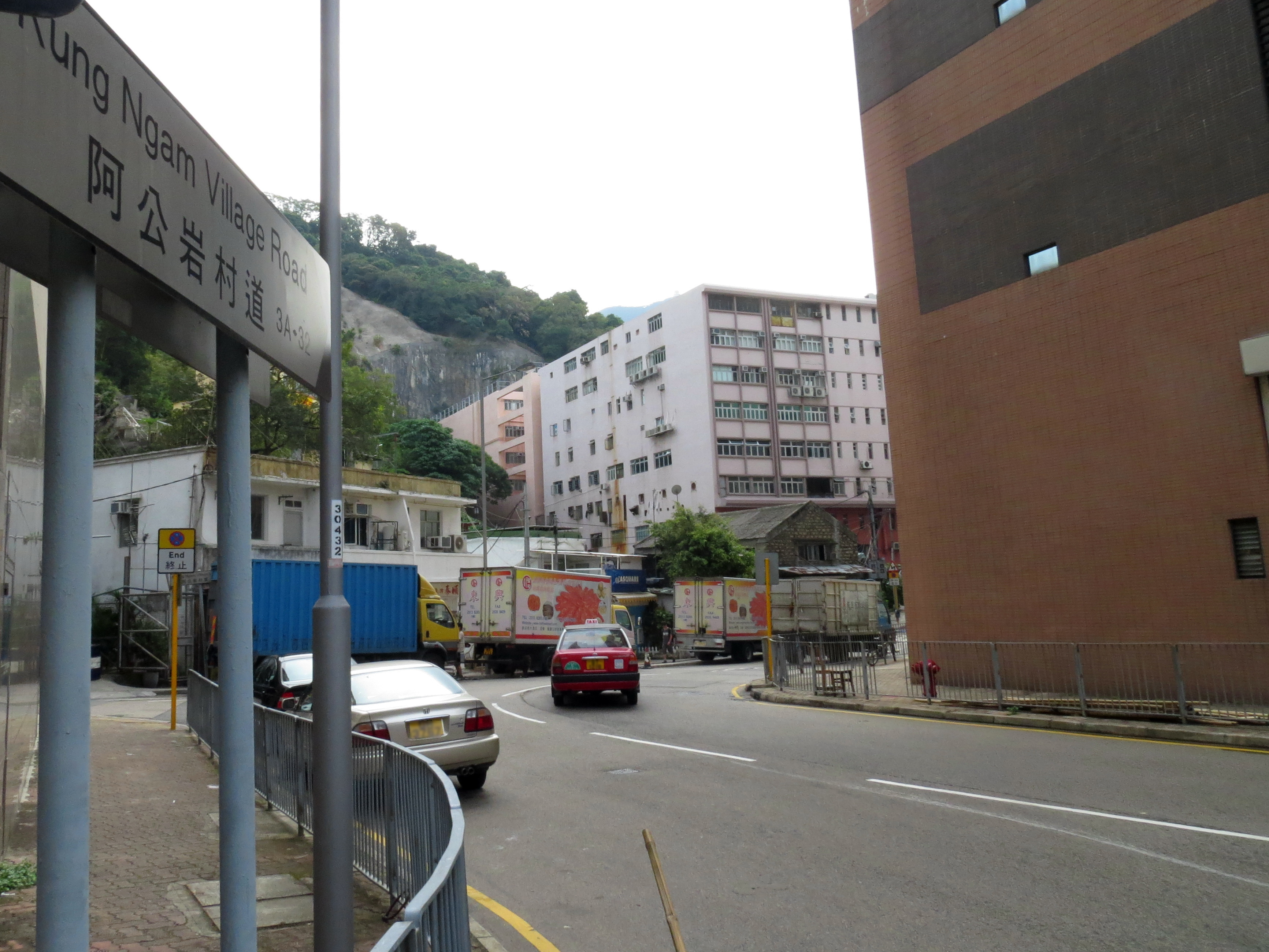
阿公岩村道，右方建築物為東都中心。

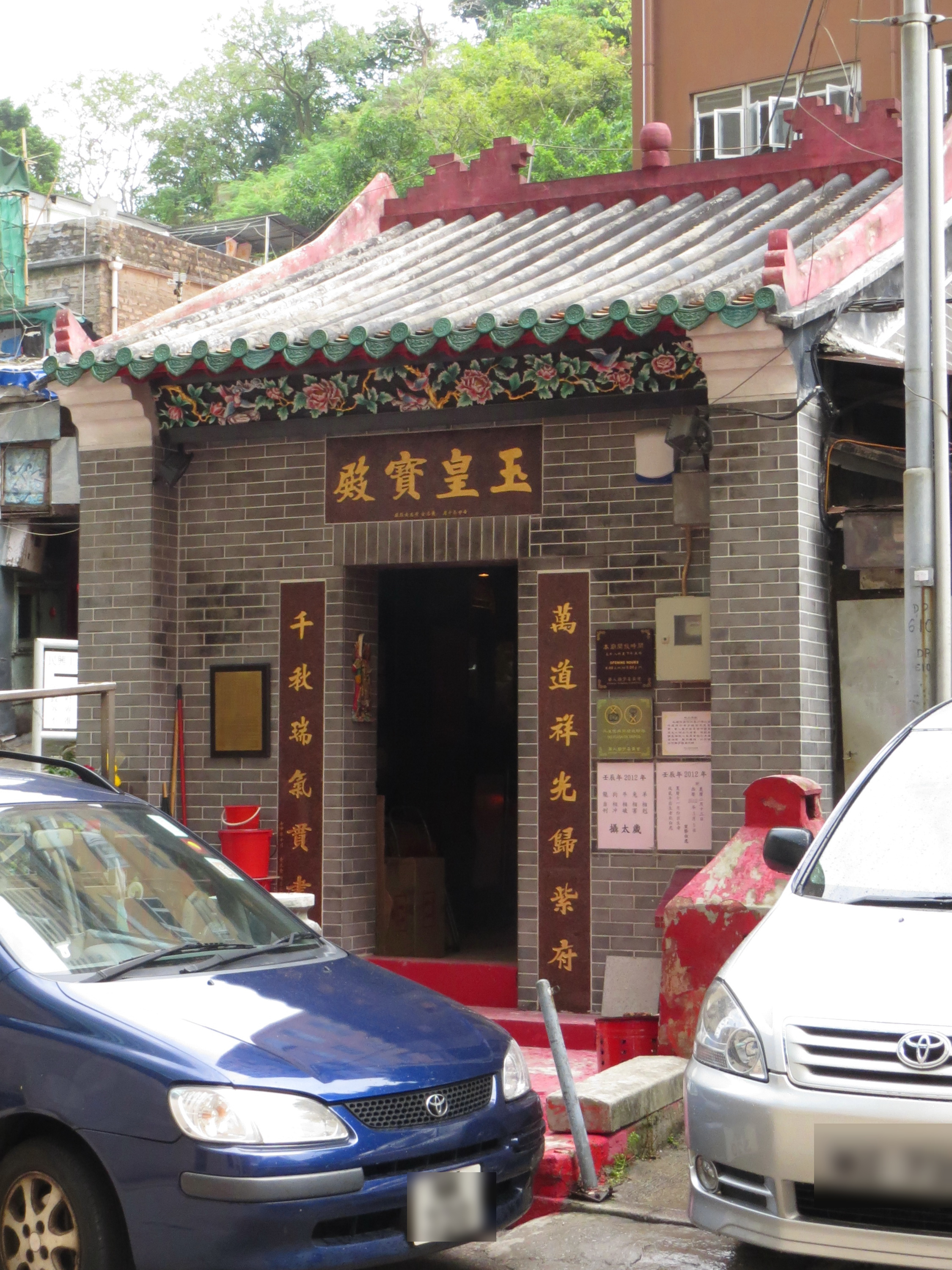
位於阿公岩村的玉皇寶殿

阿公岩村道（英語：A Kung Ngam Village Road），是香港島東區的一條街道，在筲箕灣阿公岩西面山腳，港島東區走廊南面，以阿公岩村命名。阿公岩村道以前有條名為阿公岩村的村落，現在還有阿公岩村村民居住。阿公岩村道與阿公岩道成一個十字架交架，北部是工廠大廈區，用戶包括星島日報星島新聞集團大廈、成報、新報川匯集團大廈、讀者文摘、東都中心等。
阿公岩村道上的阿公岩村自20世紀後期已變成一處寮屋區，在1980年代政府記錄有百多伙。於2005年10月31日曾發生火災。
筲箕灣阿公岩村道毗鄰阿公岩村有一座中式廟宇，名為玉皇寶殿，又稱玉皇廟，只有一個大廳不過100平方呎，供奉玉皇大帝諸神，於1910年代已存在，現時此廟由華人廟宇委員會管理
。

## 鄰近
- 古董電扇博物館
- 香港海防博物館
- 譚公廟道
- 東旺道
- 明華大廈
- 筲箕灣東大街
- 柴灣道

## 交通
港鐵
- █  港島綫：筲箕灣站

小巴車站
筲箕灣電車總站
巴士總站

## 外部參考
- 阿公岩村道地圖位置 （页面存档备份，存于）